# Harvey Milk
Harvey Bernard Milk (n. 22 mai 1930, Woodmere⁠(d), Nassau County, New York, SUA – d. 27 noiembrie 1978, California, SUA) a fost un activist pentru drepturile omului și politician american. Milk a fost primul bărbat homosexual declarat care a ocupat o funcție de răspundere publică în California, ca membru al Consiliului de Supervizori, legislativul orașului San Francisco.
În ciuda carierei sale politice scurte, Milk a devenit o emblemă a Californiei, și un martir în comunitatea LGBT. În 2002 a fost numit „cel mai faimos și mai important oficial LGBT ales vreodată în Statele Unite”. Anne Kronenberg, managerul său de campanie, a scris despre el: „Ceea ce îl deosebea pe Harvey de tine sau de mine era viziunea sa. Și-a imaginat o lume justă, și apoi s-a apucat să o transforme în realitate, pentru noi toți”. Milk a fost recunoscut de revista Time ca unul dintre cei mai importanți oameni ai secolului XX, și decorat postum cu Medalia Prezidențială a Libertății, în 2009.

## Tinerețea

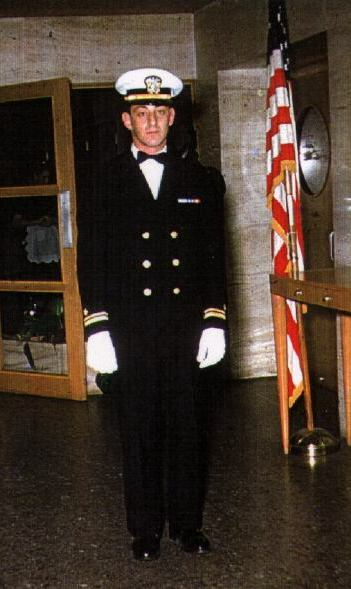
Milk în 1954

Harvey Bernard Milk s-a născut în Woodmere, suburbie a orașului New York, în familia evreilor lituanieni William Milk și Minerva Karns. A fost nepotul lui Morris Milk, proprietarul unui magazin, care a ajutat la ridicarea primei sinagogi din zonă. În copilărie, Milk a fost tachinat pentru urechile sale proeminente, nasul mare și picioarele supradimensionate, și avea tendința de a atrage atenția ca și clovn al clasei. În timp ce era la școală, a jucat fotbal și a dezvoltat o pasiune pentru operă.
Milk a absolvit Liceul Bay Shore în 1947, și a urmat cursurile New York State College for Teachers din Albany între 1947 și 1951, specializându-se în matematică. De asemenea, a scris pentru ziarul colegiului.
După absolvire, Milk s-a alăturat Marinei Statelor Unite în timpul Războiului din Coreea. A servit la bordul navei de salvare submarine USS Kittiwake (ASR-13) ca ofițer de scufundări. Ulterior, Milk s-a transferat la stația navală San Diego pentru a servi ca instructor. În 1955, a demisionat din Marină în calitate de locotenent, grad inferior, fiind forțat să accepte o eliberare din serviciu din cauza homosexualității sale.

## Cariera
Încă de la sfârșitul celui de-al Doilea Război Mondial, în marele oraș portuar San Francisco locuia un număr considerabil de homosexuali care fuseseră expulzați din armată și deciseseră să rămână, în loc să se întoarcă în orașele lor natale și să se confrunte cu ostilitatea. În 1969, Institutul Kinsey estima că San Francisco avea mai mulți homosexuali pe cap de locuitor decât orice alt oraș american; atunci când National Institute of Mental Health a cerut institutului să facă o anchetă asupra homosexualilor, acesta a ales San Francisco ca centru de interes. Milk era printre miile de homosexuali atrași de San Francisco, hotărând să locuiască aici și să lucreze la o firmă de investiții. În 1970, tot mai frustrat de climatul politic după invazia americană din Cambodgia, Milk și-a lăsat părul lung. Când i s-a cerut să și-l taie, el a refuzat și a fost concediat.
Milk s-a plimbat din California în Texas, și apoi în New York, fără o slujbă stabilă sau un plan. În New York City s-a implicat în compania de teatru a lui Tom O'Horgan, în calitate de asistent. Timpul petrecut cu distribuția de tineri hipioți i-a răpus lui Milk o mare parte din valorile sale conservatoare. Milk a urmat să îl cunoască pe Scott Smith, un bărbat cu 18 ani mai tânăr decât el, cu care a început o relație. Milk și Smith s-au întors în San Francisco, unde au trăit din banii pe care îi strânseseră. În martie 1973, cuplul a deschis un magazin de aparate foto pe Castro Street, cu ultimii lor 1.000 de dolari.

### Candidaturi
În aceeași perioadă, Milk devine tot mai atras de viața politică, și decide să candideze pentru postul de supervizor al orașului. La început, lipsa sa de experiență s-a văzut. A încercat să se descurce fără bani, sprijin sau personal, și, în schimb, s-a bazat pe mesajul său de bună gestionare financiară, promovând persoanele fizice în detrimentul marilor corporații și al guvernului. A susținut reorganizarea alegerilor pentru supervizori, de la un scrutin la nivelul întregului oraș, la un scrutin la nivelul cartierelor. De asemenea, a candidat pe o poziție liberală, opunându-se interferenței guvernului în problemele sexuale private, și favorizând legalizarea marijuanei. Discursurile înflăcărate și extravagante ale lui Milk, precum și abilitățile sale mediatice, i-au adus o cantitate semnificativă de presă în timpul alegerilor din 1973. El a obținut 16.900 de voturi, câștigând districtul Castro și alte cartiere liberale, dar pierzând în final postul de supervizor, clasându-se pe locul 10 din 32 de candidați.
Milk a decis să candideze din nou pentru funcția de supervizor în 1975. Și-a reconsiderat abordarea, și și-a tăiat părul lung, a renunțat la susținerea marijuanei, și a jurat că nu va mai vizita niciodată o saună gay. Campania lui Milk a câștigat sprijinul șoferilor, pompierilor și sindicatelor din construcții. Magazinul său de camere foto a devenit centrul de activitate al cartierului Castro. Astfel, deși rezultatele alegerilor din 1975 nu au fost favorabile, încercarea din 1977 a avut succes, Milk asigurându-și locul în Consiliului de Supervizori al San Francisco.
Depunerea jurământului de către Milk a ținut prima pagină a ziarelor naționale, acesta devenind primul bărbat homosexual declarat din Statele Unite care a câștigat alegerile pentru o funcție publică. El s-a comparat cu Jackie Robinson, pionierul jucător de baseball afro-american. Districtul Castro nu a fost singurul cartier care a susținut o persoană nouă în politica orașului. Împreună cu Milk au depus jurământul și o mamă singură (Carol Ruth Silver), un american de origine chineză (Gordon Lau) și o femeie afro-americană (Ella Hill Hutch) - toate o premieră pentru oraș.
Energia, afinitatea pentru glume și imprevizibilitatea lui Milk au exasperat-o uneori pe președinta Consiliului de Supervizori, Dianne Feinstein. În prima sa întâlnire cu primarul Moscone, Milk s-a autointitulat „regina numărul unu”, și i-a spus lui Moscone că va trebui să treacă pe la el, și nu pe la Alice B. Toklas Memorial Democratic Club, dacă dorește voturile homosexualilor din oraș - un sfert din populația cu drept de vot din San Francisco. El a devenit, în timp, cel mai apropiat aliat al lui Moscone în Consiliul de Supervizori. Milk și-a început mandatul prin sponsorizarea unui proiect de lege privind drepturile civile care interzicea discriminarea bazată pe orientarea sexuală. Ordonanța a fost numită „cea mai riguroasă și cuprinzătoare din țară”, iar adoptarea ei a demonstrat „puterea politică în creștere a homosexualilor”, potrivit The New York Times. Doar supervizorul Dan White a votat împotrivă.

### Inițiativa Briggs

Rezultatele votului privind Propunerea 6 (Inițiativa Briggs)

Politicianul John Briggs a fost constrâns să renunțe la cursa din 1978 pentru funcția de guvernator al Californiei, dar a primit un sprijin entuziast pentru Propunerea 6, supranumită Inițiativa Briggs. Legea propusă ar fi făcut obligatorie concedierea profesorilor homosexuali și a oricăror angajați ai școlilor publice care susțineau drepturile homosexualilor. Mesajele lui Briggs de susținere a Propunerii 6 au fost răspândite în toată California, iar Harvey Milk a participat la fiecare eveniment organizat de Briggs. Milk a făcut, de asemenea, campanie împotriva proiectului de lege în tot statul, și a jurat că, dacă Briggs va câștiga în California, tot nu va câștiga în San Francisco. În numeroasele lor dezbateri, Briggs susținea că profesorii homosexuali vor să abuzeze și să racoleze copii. Milk a răspuns cu statistici compilate de forțele de ordine, care dovedeau că pedofilii se identificau în primul rând ca fiind heterosexuali.
Invocând potențialele încălcări ale drepturilor individuale, fostul guvernator al Californiei, Ronald Reagan, și-a exprimat opoziția față de propunere, la fel ca și guvernatorul Jerry Brown și președintele Jimmy Carter, acesta din urmă într-o discuție ulterioară unui discurs ținut în Sacramento. Pe 7 noiembrie 1978, propunerea a fost respinsă cu peste un milion de voturi, uimind pozitiv activiștii gay în seara alegerilor. În San Francisco, 75% au votat împotriva Inițiativei Briggs.

## Asasinatul

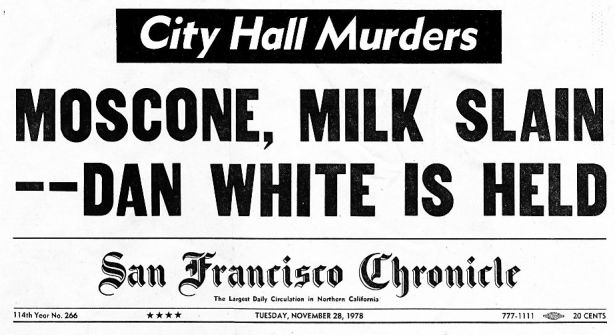
Prima pagină a San Francisco Chronicle din 28 noiembrie 1978

Pe 10 noiembrie 1978 (la 10 luni după ce a depus jurământul), Dan White a demisionat din funcția de membru al Consiliului de Supervizori din San Francisco, afirmând că salariul său anual de 9.600 de dolari (echivalentul a 44.846 de dolari în 2023) nu era suficient pentru a-și întreține familia. În câteva zile, White a solicitat ca demisia sa să fie retrasă, și el să fie repus în funcție, iar primarul Moscone a fost inițial de acord. Cu toate acestea, o analiză mai aprofundată - și intervenția altor supervizori - l-au convins pe Moscone să numească o persoană care să corespundă mai mult diversității etnice în creștere din districtul lui White și înclinațiilor liberale ale consiliului.
Moscone plănuia să anunțe înlocuirea lui White pe 27 noiembrie 1978. Cu o jumătate de oră înainte de conferința de presă, White a evitat detectoarele de metale intrând în primărie printr-o fereastră de la subsol, și s-a dus la biroul lui Moscone, unde martorii au auzit strigăte urmate de focuri de armă. White s-a îndreptat apoi spre fostul său birou, și l-a reperat pe Milk, cerându-i să intre înăuntru pentru un moment. Dianne Feinstein a auzit focuri de armă și a chemat poliția, apoi l-a găsit pe Milk cu fața în jos pe podea, împușcat. La scurt timp după aceea, ea a anunțat presa: „Astăzi, San Francisco a trăit o dublă tragedie de proporții imense. În calitate de președinte al Consiliului de Supervizori, este de datoria mea să vă informez că atât primarul Moscone, cât și supervizorul Harvey Milk au fost împușcați și uciși, iar suspectul este supervizorul Dan White”. Milk avea 48 de ani. Moscone avea 49 de ani.
Pentru dubla omucidere a lui Moscone și Milk, Dan White a ispășit puțin peste cinci ani de închisoare; a fost eliberat din închisoare la 7 ianuarie 1984. Cu toate acestea, pe 21 octombrie 1985, White a fost găsit mort într-o mașină, în garajul soției sale, după ce s-a sinucis prin otrăvire cu monoxid de carbon. Avea 39 de ani.

## Moștenire

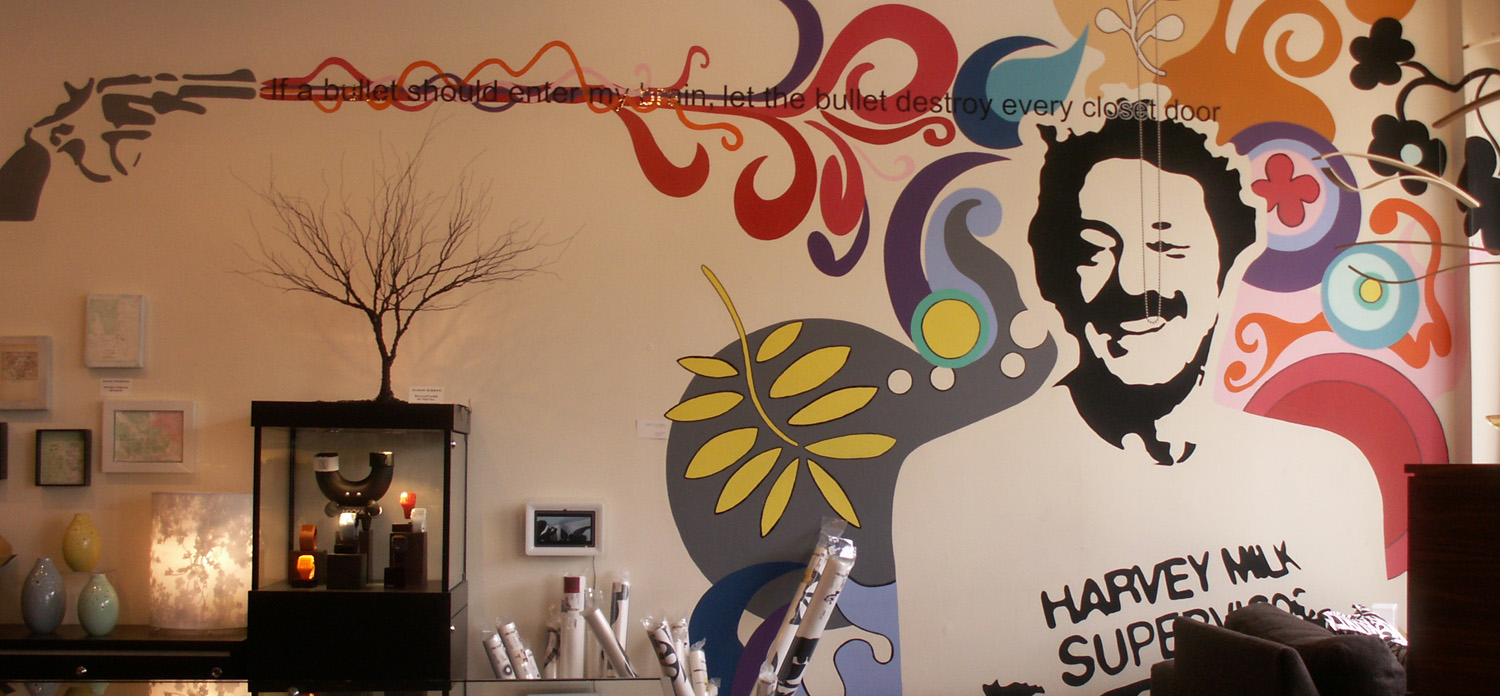
Artă murală cu Harvey Milk

Orașul San Francisco l-a omagiat pe Milk prin numirea mai multor locații în onoarea sa. La intersecția străzilor Market și Castro flutură un uriaș steag LGBT, situat în Harvey Milk Plaza. Clubul Democrat Gay din San Francisco și-a schimbat numele în Harvey Milk Memorial Gay Democratic Club în 1978 (în prezent se numește Harvey Milk LGBTQ Democratic Club), și se mândrește că este cea mai mare organizație democrată din San Francisco.
În 1982, reporterul freelancer Randy Shilts a terminat prima sa carte: o biografie a lui Milk, intitulată The Mayor of Castro Street. Shilts a scris cartea în timp ce se afla în imposibilitatea de a-și găsi un loc de muncă stabil ca reporter homosexual. The Times of Harvey Milk, un film documentar bazat pe materialul cărții, a câștigat premiul Oscar pentru cel mai bun documentar în 1984.
Viața lui Milk a fost subiectul unei producții de musical; al unei opere omonime; al unei cantate; al unei cărți ilustrate pentru copii; al unui roman istoric în limba franceză pentru cititori tineri adulți; și al filmului biografic Milk, lansat în 2008, după 15 ani de producție. Filmul a fost regizat de Gus Van Sant, și i-a avut ca protagoniști pe Sean Penn în rolul lui Milk și Josh Brolin în rolul lui Dan White. Pelicula a câștigat două premii Oscar, pentru cel mai bun scenariu original și cel mai bun actor.